# Schistura bachmaensis
Schistura bachmaensis là loài cá vây tia thuộc chi Schistura.
Đây là loài đặc hữu của Việt Nam, phân bố ở lưu vực sông Thừa Lưu, tỉnh Thừa Thiên Huế. Loài cá này có chiều dài cơ thể tối đa là 5,7 cm. Chúng sống trong môi trường nước ngọt, cả tầng mặt và tầng đáy.